# Chevrolet El Camino

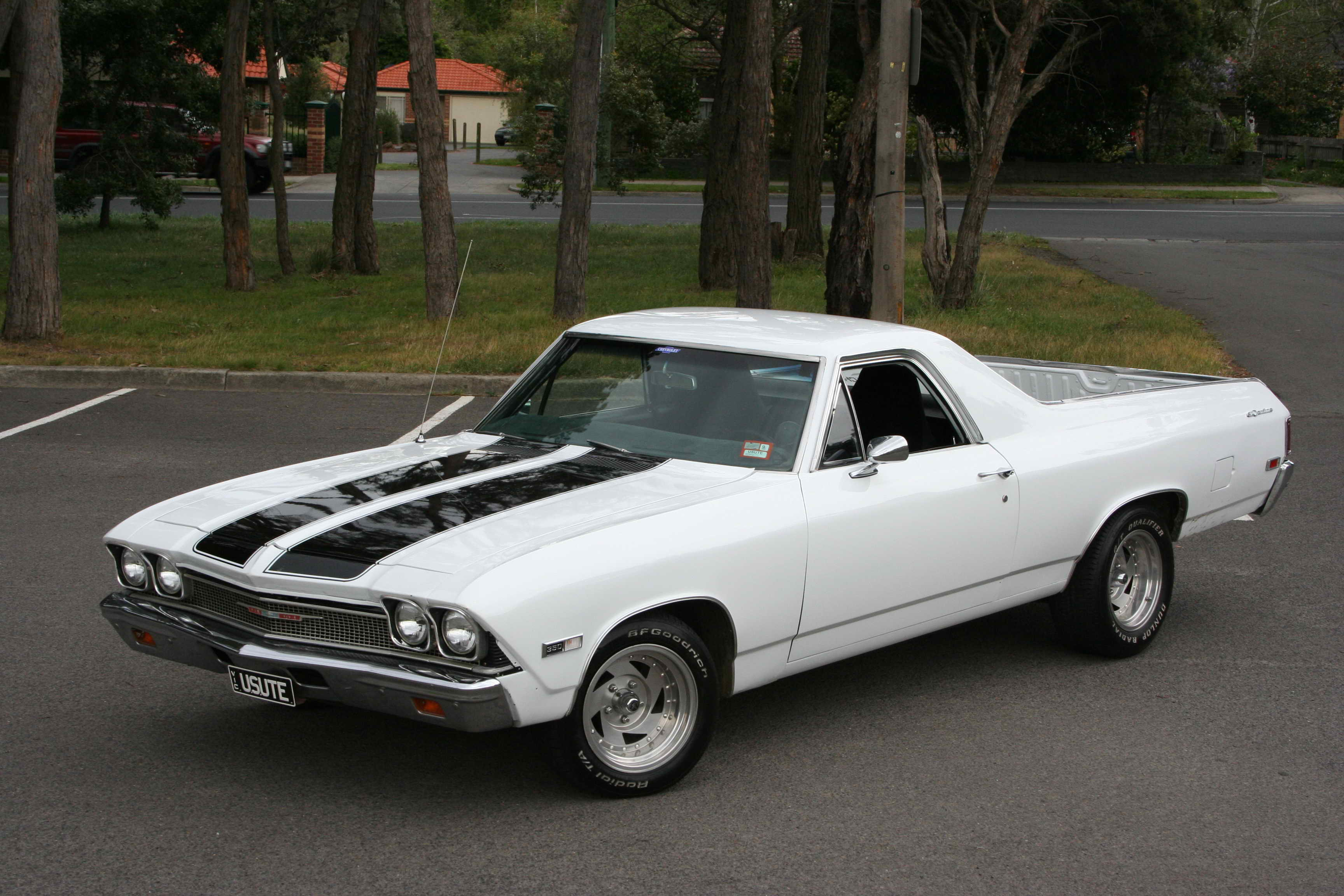
Chevrolet El Camino uit 1968

De Chevrolet El Camino is een kleine pick-up van het Amerikaanse merk Chevrolet. De auto werd geproduceerd van 1958 tot 1987. Chevrolet maakte dit model om te kunnen concurreren met de Ford Ranchero. Van de jaren 1970 tot midden jaren 1980 werd de El Camino bij Arlington Assembly in Texas gebouwd.

## 1959-1960: eerste generatie
De eerste El Camino werd geproduceerd in 1959 (twee jaar na de Ranchero) en was gebaseerd op de Impala van dat jaar. De ontwikkelingen van de auto waren gehaast en de El Camino was niet zo succesvol als de Ranchero met 22.246 auto's in het eerste jaar. In 1960 ging de verkoop iets achteruit naar 14.163 en Chevrolet besloot te stoppen met de productie.

## 1964-1967: tweede generatie
Vier jaar later, terwijl de Ranchero nog steeds goed verkocht, begon Chevrolet opnieuw met de productie van de El Camino, ditmaal gebaseerd op de Chevrolet Chevelle. De El Camino was eigenlijk identiek aan de Chevelle, maar Chevrolet beschouwde de El Camino als een praktische auto en de krachtigste motoren uit de Chevelle waren niet beschikbaar voor de El Camino.
1965 bood de gelegenheid voor krachtige versies van de 5,4L motor opgevoerd tot 75 kW, terwijl 1966 een nieuwe 6,5L 325PK sterke motor bood. De El Camino volgde de stijlverandering van de Chevelle van 1967 met een nieuwe grille, voorbumper en een nieuwe neus. Pneumatische schokdempers werden geïntroduceerd. De auto kon nu met een 6.5L 375PK sterke L34 motor in SS (SuperSport) uitvoering worden besteld.

## 1968-1972: derde generatie
In 1968 werd een langere El Camino geïntroduceerd op basis van de stationwagon/vierdeurs sedan. Een nieuwe krachtige Super Sport SS396-versie werd geïntroduceerd naast de Chevelle-versie. De standaard versie had een vermogen van 325 pk, hogere versies hadden 350 pk of 375 pk. Alleen in 1967 en 1968 werd de El Camino af fabriek geleverd als originele SS396, wat ook in het chassisnummer weer te vinden is. Op de latere modellen was de SS versie een optie, welke niet meer uit het chassisnummer te halen is, maar uit de buildsheet. De modellen van 1968 en 1969 waren vrijwel identiek. 
Veel onderdelen zijn dan ook direct uitwisselbaar tussen de twee bouwjaren.

## 1969
In 1969 werd als eerste de El Camino geleverd met een 350ci motor. Andere opties voor motoren waren de 307, 327 en de 396. Veranderingen ten opzichte van 1968 waren een nieuwe grille en de 'back-up' lights in de tailgate i.p.v de bumper.
Voor de SS 396ci had de koper keuze uit 256, 325, 350 en 375 pk sterke motor.
Andere nieuwe opties voor 1969 waren elektrische ramen en -deurvergrendeling.

## 1970
1970 zag weer een verandering ten opzichte van de voorgaande jaren m.b.t. de voorkant. De neus werd meer vierkant en kreeg dubbele koplampen in een meegespoten behuizing. 

## 1971-1972
In 1971 werden de dubbele koplampen vervangen door enkele koplampen aan weerszijden.

## SS
De SS en de gewone versie zijn uiterlijk te onderscheiden door de zwarte strepen die alleen de SS-versie op de motorkap heeft. Er wordt echter verwarring gesticht door eigenaars die hun auto aanpassen. De grill bevat het detail dat uitsluitsel biedt. De Super Sport versie heeft een zilverkleurig SS-symbool in het midden op de grill.

## Trivia
- In That '70s Show krijgt Steven Hyde een El Camino van Leo.
- Earl uit My Name Is Earl heeft een El Camino.
- Jesse Pinkman uit El Camino: A Breaking Bad Movie rijdt in een El Camino.